# Kanton Essômes-sur-Marne
Kanton Essômes-sur-Marne (fr. d'Essômes-sur-Marne) je francouzský kanton v departementu Aisne v regionu Hauts-de-France. Tvoří ho 47 obcí. Kanton vznikl v roce 2015.

## Obce kantonu
| - Azy-sur-Marne - Barzy-sur-Marne - Bézu-le-Guéry - Bonneil - Celles-lès-Condé - La Chapelle-sur-Chézy - Charly-sur-Marne - Chartèves - Chézy-sur-Marne - Condé-en-Brie - Connigis - Coupru - Courboin - Courtemont-Varennes - Crézancy - Crouttes-sur-Marne - Dhuys et Morin-en-Brie - Domptin - L'Épine-aux-Bois - Essises - Essômes-sur-Marne - Jaulgonne - Lucy-le-Bocage - Marigny-en-Orxois | - Mézy-Moulins - Montfaucon - Monthurel - Montigny-lès-Condé - Montlevon - Montreuil-aux-Lions - Nogentel - Nogent-l'Artaud - Pargny-la-Dhuys - Passy-sur-Marne - Pavant - Reuilly-Sauvigny - Romeny-sur-Marne - Rozoy-Bellevalle - Saint-Eugène - Saulchery - Trélou-sur-Marne - Vallées en Champagne - Vendières - Veuilly-la-Poterie - Viels-Maisons - Viffort - Villiers-Saint-Denis |